# John McPhee (motociclista)
John McPhee (Oban, 14 luglio 1994) è un pilota motociclistico britannico.

## Carriera
McPhee comincia a correre in moto all'età di cinque anni. Si distingue a livello locale in competizioni di categoria 125, concludendo in quinta posizione il campionato britannico della classe 125 nel 2010; nello stesso anno debutta nella classe 125 del motomondiale, correndo con una wildcard il GP della Comunità Valenciana a bordo di una Honda RS125R del team KRP Bradley Smith Racing, senza ottenere punti. In questa stessa stagione si classifica 17º nell'europeo classe 125 svoltosi in gara unica ad Albacete.
Nel 2011 corre nel campionato spagnolo 125, terminando decimo; nel campionato Italiano terminando ventiduesimo, e tre Gran Premi nel motomondiale come wild cardː (Catalogna, Gran Bretagna e Comunità Valenciana), totalizzando 3 punti. Nel 2012 corre nel campionato spagnolo Moto3, concludendo settimo; nel CIV Moto3 dove non ottiene punti e nella classe Moto3 del motomondiale. Inizia con tre apparizioni come wildcard (Catalogna, Gran Bretagna e Repubblica Ceca) a bordo di una KRP Honda, per poi correre dal Gran Premio d'Aragona con il team Caretta Technology al posto di Alexis Masbou, ottiene in tutto un punto. Sempre nel 2012 partecipa al Campionato Europeo Velocità Moto3 ad Albacete, dove si ritira ad un terzo della gara. Confermato quale pilota titolare dal team Caretta Technology - RTG, nel 2013 guida una FTR M313, con compagno di squadra Jack Miller. Ottiene come miglior risultato un settimo posto in Giappone e termina la stagione al 19º posto con 24 punti. Nel 2014 rimane nello stesso team, alla guida di una Honda NSF250R; il compagno di squadra è Efrén Vázquez. Ottiene come miglior risultato un quarto posto in Giappone e termina la stagione al 13º posto con 77 punti.
Nel 2015 rimane nello stesso team, con compagno di squadra Alexis Masbou. Ottiene un secondo posto a Indianapolis e una pole position a Valencia. Chiude la stagione all'undicesimo posto con 92 punti. Nel 2016 rimane nello stesso team, stavolta alla guida di una Peugeot MGP3O. Il 21 agosto 2016 in occasione del Gran Premio della Repubblica Ceca corso in condizioni di pista bagnata, ottiene la sua prima vittoria nel motomondiale, che coincide anche con la prima vittoria per il costruttore Peugeot nella Moto3. In questa stagione è costretto a saltare i Gran Premi della Malesia e della Comunità Valenciana a causa di una frattura alla mano sinistra, conseguenza di un incidente avvenuto nelle prime fasi del precedente Gran Premio d'Australia. Il suo posto in squadra viene preso in Malesia da Hafiq Azmi e a Valencia da Vicente Pérez. Chiude la stagione, migliore tra i piloti Peugeot, al ventiduesimo posto in classifica piloti con 48 punti.
Nel 2017 si trasferisce nel British Talent Team, che gli affida una Honda NSF250R. Ottiene due secondi posti (Qatar e Argentina), un terzo posto in Olanda e una pole position in Argentina. Chiude la stagione al settimo posto in classifica piloti con 131 punti ottenuti. Nel 2018 corre con la KTM RC 250 GP del team CIP; il compagno di squadra è Makar Yurchenko. Ottiene due terzi posti (Germania e Comunità Valenciana) e termina la stagione al 12º posto con 78 punti.
Nel 2019 passa alla guida della Honda NSF250R del team SIC Racing; il compagno di squadra è Ayumu Sasaki. Otteiene pole position e vittoria in Francia. In Austria giunge terzo dopo essere partito dalla pole position. Giunge secondo nel Gran Premio di San Marino. Chiude la stagione al 5º posto con 156 punti. Nel 2020 rimane nello stesso team dell'annata precedente, il compagno di squadra è Khairul Idham Pawi. Ottiene una vittoria nel Gran Premio di San Marino, due secondi posti (Qatar e Andalusia), un terzo posto in Austria e una pole position nel Gran Premio d'Europa e conclude la stagione al 7º posto con 131 punti.
Nel 2021 rimane nello stesso team, con compagno di squadra Darryn Binder; ottiene un terzo posto nel Gran Premio delle Americhe e chiude la stagione al tredicesimo posto con 77 punti. Corre, nello stesso anno, il Gran Premio d'Aragona, in Moto2 sulla Kalex dello stesso team, al posto di Jake Dixon, senza ottenere punti. Nel 2022 passa al Max Racing Team con una Husqvarna FR250GP, il compagno di squadra è Ayumu Sasaki. Dopo aver saltato cinque prove per infortunio, torna a gareggiare e vince il Gran Premio della Malesia risultando, in quel momento, il più anziano vincitore della Moto3. Chiude la stagione all'undicesimo posto. Nel 2023 si trasferisce nel mondiale Supersport, viene ingaggiato dal Team Vince64 by Puccetti Racing alla guida di una Kawasaki ZX-6R. Ottiene il podio all'esordio nel Gran Premio d'Australia, rescinde poi con la squadra dopo il Gran Premio di Francia. Disputa altre prove come pilota sostitutivo dell'infortunato Oliver Bayliss con il Team D34G. Con 55 punti chiude l'annata al sedicesimo posto tra i piloti. Rimane in Supersport anche nel 2024: viene ingaggiato da WRP-RT Motorsport by SKM-Triumph alla guida di una Street Triple RS 765. Si conferma al sedicesimo posto con cinquantaquattro punti.

## Risultati in gara

### Motomondiale
| 2010 | Classe | Moto  |  |  |  |  |  |  |  |  |    |  |  |  |  |  |  |  |  |    |  |  | Punti | Pos. |
| ---- | ------ | ----- |  |  |  |  |  |  |  |  | -- |  |  |  |  |  |  |  |  | -- |  |  | ----- | ---- |
| 2010 | 125    | Honda |  |  |  |  |  |  |  |  | NE |  |  |  |  |  |  |  |  | 22 |  |  | 0     |      |

| 2011 | Classe | Moto    |  |  |  |  |    |    |  |  |  |    |  |  |  |  |  |  |  |    |  |  | Punti | Pos. |
| ---- | ------ | ------- |  |  |  |  | -- | -- |  |  |  | -- |  |  |  |  |  |  |  | -- |  |  | ----- | ---- |
| 2011 | 125    | Aprilia |  |  |  |  | 26 | 15 |  |  |  | NE |  |  |  |  |  |  |  | 14 |  |  | 3     | 31º  |

| 2012 | Classe | Moto      |  |  |  |  |    |    |  |  |  |    |  |    |  |    |    |    |    |     |  |  | Punti | Pos. |
| ---- | ------ | --------- |  |  |  |  | -- | -- |  |  |  | -- |  | -- |  | -- | -- | -- | -- | --- |  |  | ----- | ---- |
| 2012 | Moto3  | KRP Honda |  |  |  |  | 19 | 28 |  |  |  | NE |  | 15 |  | 22 | 21 | 22 | 19 | Rit |  |  | 1     | 37º  |

| 2013 | Classe | Moto      |     |    |    |    |    |    |    |    |    |    |    |    |    |    |    |    |   |     |  |  | Punti | Pos. |
| ---- | ------ | --------- | --- | -- | -- | -- | -- | -- | -- | -- | -- | -- | -- | -- | -- | -- | -- | -- | - | --- |  |  | ----- | ---- |
| 2013 | Moto3  | FTR Honda | Rit | 21 | 11 | 11 | 16 | 19 | 21 | 23 | NE | 20 | 13 | 14 | 20 | 23 | 17 | 17 | 7 | Rit |  |  | 24    | 19º  |

| 2014 | Classe | Moto  |    |   |     |    |   |     |   |    |   |     |     |    |    |     |   |   |     |    |  |  | Punti | Pos. |
| ---- | ------ | ----- | -- | - | --- | -- | - | --- | - | -- | - | --- | --- | -- | -- | --- | - | - | --- | -- |  |  | ----- | ---- |
| 2014 | Moto3  | Honda | 11 | 9 | Rit | 13 | 8 | Rit | 9 | 10 | 7 | Rit | Rit | 11 | 13 | Rit | 4 | 5 | Rit | 17 |  |  | 77    | 13º  |

| 2015 | Classe | Moto  |   |   |    |    |    |    |     |    |    |   |    |   |    |    |   |     |    |   |  |  | Punti | Pos. |
| ---- | ------ | ----- | - | - | -- | -- | -- | -- | --- | -- | -- | - | -- | - | -- | -- | - | --- | -- | - |  |  | ----- | ---- |
| 2015 | Moto3  | Honda | 5 | 6 | 15 | 10 | 17 | 20 | Rit | 10 | 17 | 2 | 10 | 6 | 19 | 17 | 9 | Rit | 10 | 7 |  |  | 92    | 11º  |

| 2016 | Classe | Moto    |    |   |    |     |    |    |    |    |   |    |   |    |    |    |     |     |     |     |  |  | Punti | Pos. |
| ---- | ------ | ------- | -- | - | -- | --- | -- | -- | -- | -- | - | -- | - | -- | -- | -- | --- | --- | --- | --- |  |  | ----- | ---- |
| 2016 | Moto3  | Peugeot | 27 | 7 | 21 | Rit | 20 | 23 | 15 | 16 | 6 | 24 | 1 | 17 | 20 | 13 | Rit | Rit | Inf | Inf |  |  | 48    | 22º  |

| 2017 | Classe | Moto  |   |   |   |     |    |   |    |   |     |   |     |    |     |   |    |     |   |   |  |  | Punti | Pos. |
| ---- | ------ | ----- | - | - | - | --- | -- | - | -- | - | --- | - | --- | -- | --- | - | -- | --- | - | - |  |  | ----- | ---- |
| 2017 | Moto3  | Honda | 2 | 2 | 7 | Rit | 12 | 6 | 12 | 3 | Rit | 6 | Rit | 13 | Rit | 6 | 10 | Rit | 5 | 8 |  |  | 131   | 7º   |

| 2018 | Classe | Moto |     |    |    |     |    |    |   |     |   |     |    |    |     |    |     |   |    |     |   |  | Punti | Pos. |
| ---- | ------ | ---- | --- | -- | -- | --- | -- | -- | - | --- | - | --- | -- | -- | --- | -- | --- | - | -- | --- | - |  | ----- | ---- |
| 2018 | Moto3  | KTM  | Rit | 17 | 14 | Rit | 12 | 12 | 4 | Rit | 3 | Rit | 12 | AN | Rit | 10 | Rit | 5 | 14 | Rit | 3 |  | 78    | 12º  |

| 2019 | Classe | Moto  |    |    |    |    |   |   |    |   |   |     |   |   |   |   |     |   |   |   |     |  | Punti | Pos. |
| ---- | ------ | ----- | -- | -- | -- | -- | - | - | -- | - | - | --- | - | - | - | - | --- | - | - | - | --- |  | ----- | ---- |
| 2019 | Moto3  | Honda | 13 | 21 | 14 | 12 | 1 | 6 | 13 | 5 | 6 | Rit | 3 | 7 | 2 | 4 | Rit | 6 | 5 | 7 | Rit |  | 156   | 5º   |

| 2020 | Classe | Moto  |   |     |   |   |   |     |   |    |     |     |   |   |     |    |   |  |  |  |  |  | Punti | Pos. |
| ---- | ------ | ----- | - | --- | - | - | - | --- | - | -- | --- | --- | - | - | --- | -- | - |  |  |  |  |  | ----- | ---- |
| 2020 | Moto3  | Honda | 2 | Rit | 2 | 5 | 3 | Rit | 1 | 10 | Rit | Rit | 5 | 6 | Rit | 11 | 9 |  |  |  |  |  | 131   | 7º   |

| 2021 | Classe | Moto  |     |     |    |     |   |   |     |    |   |    |   |    |  |    |   |     |     |    |  |  | Punti | Pos. |
| ---- | ------ | ----- | --- | --- | -- | --- | - | - | --- | -- | - | -- | - | -- |  | -- | - | --- | --- | -- |  |  | ----- | ---- |
| 2021 | Moto3  | Honda | Rit | Rit | 23 | Rit | 4 | 7 | Rit | 11 | 6 | 13 | 7 | 12 |  | 13 | 3 | Rit | Rit | 11 |  |  | 77    | 13º  |

| 2021 | Classe | Moto  |  |  |  |  |  |  |  |  |  |  |  |  |    |  |  |  |  |  |  |  | Punti | Pos. |
| ---- | ------ | ----- |  |  |  |  |  |  |  |  |  |  |  |  | -- |  |  |  |  |  |  |  | ----- | ---- |
| 2021 | Moto2  | Kalex |  |  |  |  |  |  |  |  |  |  |  |  | 20 |  |  |  |  |  |  |  | 0     |      |

| 2022 | Classe | Moto      |   |     |     |     |     |     |    |     |   |    |     |   |   |   |    |   |     |   |   |    | Punti | Pos. |
| ---- | ------ | --------- | - | --- | --- | --- | --- | --- | -- | --- | - | -- | --- | - | - | - | -- | - | --- | - | - | -- | ----- | ---- |
| 2022 | Moto3  | Husqvarna | 5 | Inf | Inf | Inf | Inf | Inf | 12 | Rit | 7 | 19 | Rit | 7 | 9 | 9 | 10 | 7 | Rit | 6 | 1 | 11 | 102   | 11º  |

| Legenda | 1º posto        | 2º posto            | 3º posto            | A punti      | Senza punti        | Grassetto – Pole position Corsivo – Giro più veloce |
| Legenda | Gara non valida | Non qual./Non part. | Ritirato/Non class. | Squalificato | '-' Dato non disp. | Grassetto – Pole position Corsivo – Giro più veloce |

### Campionato mondiale Supersport
| 2023 | Moto              |   |    |    |    |     |    |    |     |    |    |    |    |     |    |    |   |    |    |     |    |    |    |  |  | Punti | Pos. |
| ---- | ----------------- | - | -- | -- | -- | --- | -- | -- | --- | -- | -- | -- | -- | --- | -- | -- | - | -- | -- | --- | -- | -- | -- |  |  | ----- | ---- |
| 2023 | Kawasaki e Ducati | 3 | 12 | 10 | 11 | Rit | 17 | 19 | Rit | 19 | 19 | 20 | 18 | Rit | 14 | 19 | 4 | 15 | 19 | Rit | 13 | 13 | 14 |  |  | 55    | 16º  |

| 2024 | Moto    |   |   |    |    |    |     |     |    |    |     |    |    |    |   |    |    |   |     |    |     |  |  |   |    | Punti | Pos. |
| ---- | ------- | - | - | -- | -- | -- | --- | --- | -- | -- | --- | -- | -- | -- | - | -- | -- | - | --- | -- | --- |  |  | - | -- | ----- | ---- |
| 2024 | Triumph | 8 | 8 | 12 | 17 | 11 | Rit | Rit | 19 | 21 | Rit | 20 | 19 | 15 | 9 | 19 | 12 | 7 | Rit | 20 | Rit |  |  | 8 | NP | 54    | 16º  |

| Legenda | 1º posto        | 2º posto            | 3º posto           | A punti      | Senza punti        | Grassetto – Pole position Corsivo – Giro più veloce |
| Legenda | Gara non valida | Non qual./Non part. | Ritirato/Non class | Squalificato | '-' Dato non disp. | Grassetto – Pole position Corsivo – Giro più veloce |